# Spheniscus mendiculus
El pingüino de las Galápagos (Spheniscus mendiculus) es una especie de ave de la familia Spheniscidae endémica de las islas Galápagos. Es la única especie de pingüino que vive en libertad al norte del ecuador. Puede sobrevivir debido a las temperaturas frías resultado de la corriente de Humboldt y las aguas frías de las grandes profundidades traídas por la corriente de Cromwell.

## Descripción
El pingüino de las Galápagos mide 49 cm de largo y pesa 2,5 kg de media. Es la segunda especie de pingüinos más pequeños después del pingüino azul, es un ejemplo de enanismo insular. Los pingüinos de las Galápagos tienen la cabeza negra con un borde blanco que corre desde detrás del ojo, alrededor de las orejeras negras y la barbilla, para unirse en la garganta. Tienen la parte superior de un color negro grisáceo y la parte inferior blanquecina, con dos bandas negras en el pecho, extendiéndose la banda inferior por los flancos hasta el muslo. Los juveniles se diferencian en que tienen la cabeza totalmente oscura, gris a los lados y en la barbilla, y no tienen banda en el pecho. Los pingüinos hembra son más pequeños que los machos.

## Distribución
Los pingüinos de las Galápagos se encuentran principalmente en la isla Fernandina y en la costa oeste de la isla Isabela, pero existen pequeñas poblaciones que se extienden por otras islas del archipiélago de las Galápagos. 
El 95% de los ejemplares del pingüino de Galápagos habita en las islas Isabela, y Fernandina, en la parte occidental del archipiélago, con el 5% restante en las islas Bartolomé, Santiago, Floreana, y Logie.
Especímenes divagantes han podido apreciarse ocasionalmente en las costas continentales de Ecuador, en Isla Gorgona y en Panamá

## Costumbres
Esta especie vive en las grutas costeras cercanas al océano, buscando temperaturas templadas. Los pingüinos entran al agua para refrescarse del fuerte sol y nadan de una manera muy peculiar con lentitud y con sus cabezas fuera del agua.

## Ecología y comportamiento

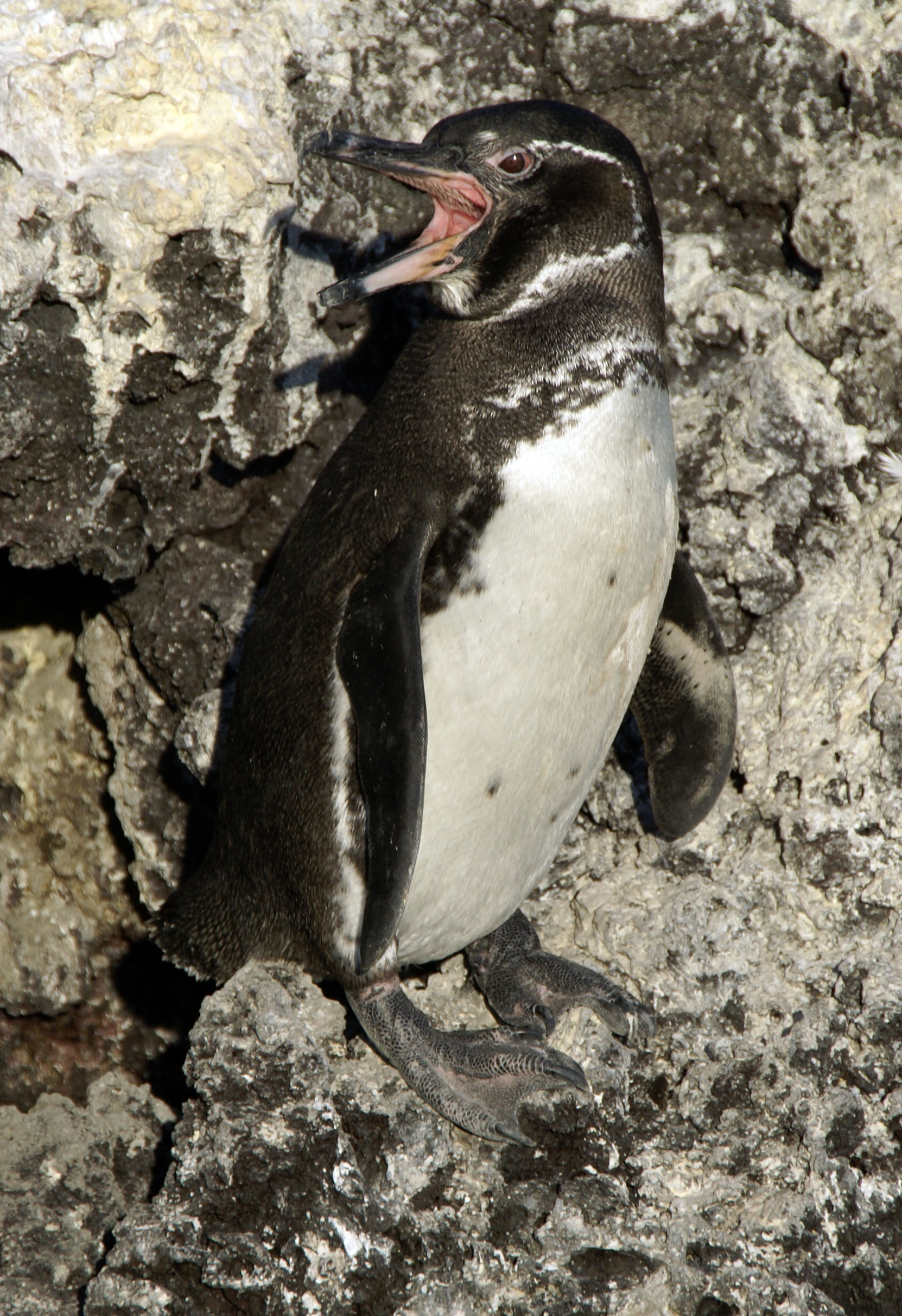
Pingüino en tierra firme.

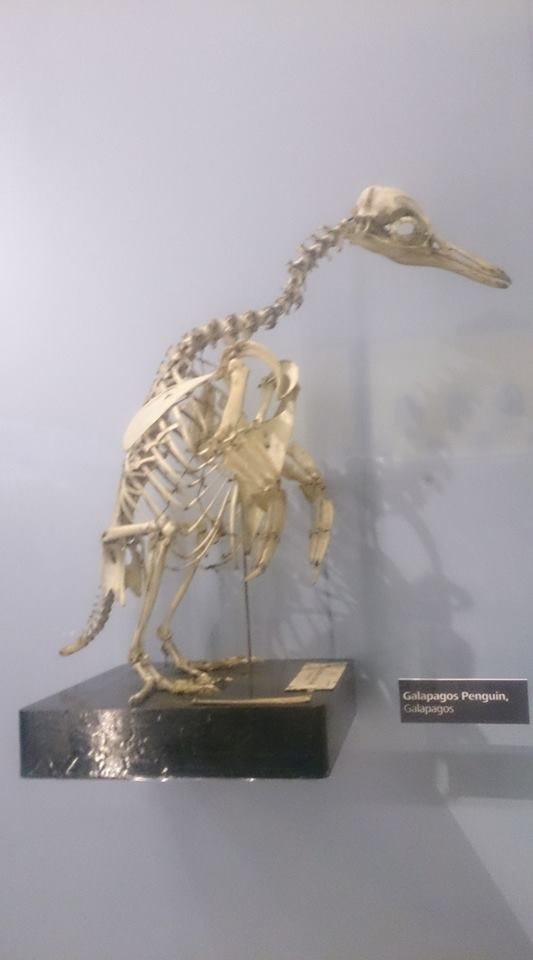
Esqueleto de un pingüino de las Galápagos.

Los pingüinos permanecen en el archipiélago. Se quedan cerca de la corriente de Cromwell durante el día, hasta que baja la temperatura para volver a tierra firme por la noche. Se alimentan de pequeños bancos de peces, principalmente de mújoles, de sardinas y, a veces, de crustáceos. Solo buscan comida por el día y generalmente en un radio de pocos kilómetros desde el lugar de nidificación. Dependen de las corrientes frías y llenas de nutrientes que les proporcionan alimento. 
La temperatura en las islas Galápagos se mantiene entre 15 °C y 28 °C. Durante la temporada de El Niño, los pingüinos dejan de nidificar porque la comida escasea: esto hace que las probabilidades para conseguir sacar adelante a la cría sean desfavorables comparadas con la probabilidad de morir en el intento. Por lo general, se reproducen cuando la temperatura de la superficie del mar está por debajo de 24 °C, lo que se traduce en más abundancia de comida. El fuerte sol es el principal problema para los pingüinos. Su principal medio de enfriamiento está en el agua, pero sufren otras adaptaciones del comportamiento a causa de todo el tiempo que han de pasar en tierra. Utilizan dos métodos de termorregulación en el clima más cálido de tierra firme. Uno de ellos es estirar sus aletas y doblar la espalda hacia adelante para evitar que el sol toque sus pies, ya que pueden eliminar calor a través de sus aletas gracias al flujo sanguíneo en estas últimas. También jadean, usando la evaporación para enfriar la garganta y las vías respiratorias. Los pingüinos de Galápagos protegen sus huevos y crías del caliente sol manteniéndolos en profundas grietas de las rocas.

## Conservación
La especie se encuentra amenazada, con una población estimada de alrededor de mil quinientos ejemplares en 2004, según una encuesta realizada por la Estación Científica Charles Darwin. Su población sufrió una alarmante disminución de más del 70 % en la década de 1980, pero se está recuperando lentamente. Por lo tanto, es la especie de pingüino más escasa[cita requerida] (un estado que a menudo se atribuye erróneamente al pingüino ojigualdo). Los niveles de población sufren la influencia de los efectos de El Niño u Oscilación del Sur, que reduce la disponibilidad de peces gregarios y que provoca el descenso de su reproducción o su inanición. Sin embargo, los factores antropogénicos de contaminación por hidrocarburos (por ejemplo, la pesca de captura secundaria y la competencia) pueden estar entre los factores que contribuyen al declive permanente de esta especie. En la isla Isabela, los gatos, perros y ratas introducidos atacan a los pingüinos y destruyen sus nidos. Cuando están en el agua, son presa de los tiburones, focas y leones marinos. Además, son otros factores la escasez de alimento y la endogamia.

## Reproducción

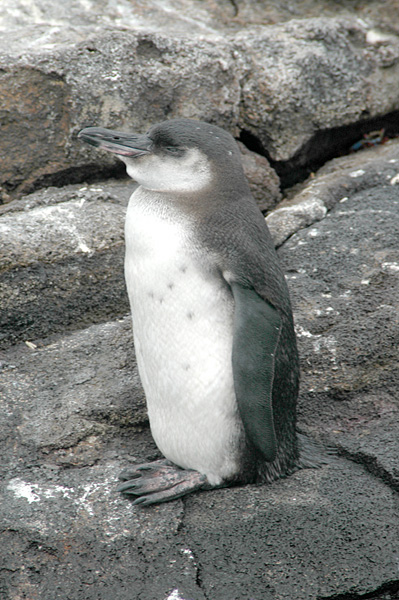
Ejemplar juvenil antes de la aparición de las franjas

No anida en colonias, sino en pequeños grupos de dos o tres parejas. Incuban una puesta de dos huevos durante cuarenta días. Las crías van al agua a partir de los tres meses.
Hay menos de mil parejas reproductoras de pingüinos de las Galápagos en el mundo. La mayoría de los nidos se producen entre mayo y enero. Los nidos se hacen en la costa a un máximo de 50 m (160 ft) de distancia del agua, por lo general, en las islas Fernandina e Isabela. Los adultos permanecen con su pareja cerca de la zona de cría durante el año. Cuando los pingüinos están criando, la incubación tarda entre treinta y ocho y cuarenta días con la ayuda de ambos progenitores. Los pingüinos de las Galápagos se emparejan para toda la vida. Ponen uno o dos huevos en lugares como cuevas y grietas, protegidos de la luz solar directa que puede provocar su sobrecalentamiento. Uno de los padres siempre se quedará con los huevos o con las crías mientras que el otro está ausente durante varios días para buscar comida. Los padres suelen criar a una única cría. Si no hay comida suficiente, pueden dejar abandonado el nido. A los treinta días de la eclosión de los huevos, las plumas de los polluelos son de color marrón en la parte superior y blanco en la inferior. Estas plumas protegen a los polluelos del fuerte sol en lugar de mantenerlos calientes. 
El naturalista de Bermudas Louis L. Mowbray fue el primero en criar pingüinos de Galápagos en cautividad con éxito.

## Depredadores
Debido a su pequeño tamaño, el pingüino de las Galápagos tiene muchos depredadores. En tierra, los pingüinos son presa de cangrejos, culebras, ratas arroceras, gatos, buteos de las Galápagos y búhos campestres. En el agua, son presa de tiburones, focas y leones marinos. Afrontan muchos peligros debido a la actividad humana, así como el peligro de precarios recursos alimentarios y la actividad volcánica. Los pescadores ilegales pueden interrumpir la nidificación de los pingüinos y, a menudo, estos acaban en las redes de pesca por equivocación.